# Cecilia D'Elia
Cecilia D'Elia Riviello (nascida a 31 de julho de 1963) é uma política italiana que serve na Câmara dos Deputados desde que venceu as eleições de 2022 em Roma, que foi desencadeada quando Roberto Gualtieri renunciou após ser eleito presidente da câmara de Roma.